# 上锡本布伦
上锡本布伦（德語：Obersiebenbrunn）是奥地利下奥地利州根瑟恩多夫县的一个市镇。总面积26.93平方公里，总人口1595人，人口密度59.2人/平方公里（2005年）。